# Søren Pedersen
Søren Pedersen (ur. 2 listopada 1978 w Randers) – duński piłkarz występujący na pozycji obrońcy. Obecnie jest zawodnikiem klubu Randers FC.

## Kariera
Pedersen karierę rozpoczynał w amatorskim klubie Vorup FB. W 1997 roku odszedł do Randers FC, ale po roku powrócił do Vorup. W 2001 roku przeszedł do Aarhus GF, grającego w pierwszej lidze duńskiej. W tych rozgrywkach zadebiutował 22 lipca 2001 w przegranym 0:5 meczu z Brøndby IF. Pierwszego gola w trakcie gry w pierwszej lidze duńskiej strzelił 16 maja 2004 w wygranym 1:0 pojedynku z BK Frem. Przez pierwsze trzy sezony w Aarhus GF, Pedersen pełnił rolę rezerwowego, a jego podstawowym graczem stał się od początku sezonu 2004/2005.
Latem 2005 roku podpisał kontrakt z drugoligowym Randers FC. W sezonie 2005/2006 wywalczył z nim awans do pierwszej ligi, a także zdobył Puchar Danii. W sezonie 2006/2007 wraz z zespołem występował w Pucharze UEFA, ale zakończył go z nim na pierwszej rundzie. W sezonie 2008/2009 wywalczył z klubem awans do Ligi Europy, poprzez klasyfikację Fair Play ligi duńskiej.